# Nagaram
Nagaram és una illa del districte d'East Godavari a Andhra Pradesh, a la boca oriental del riu Godavari a la branca anomenada Vainateyam, a la badia de Bengala, amb una superfície de 355 km² entre la boca principal del Godavari a l'est i la població d'Antarvedi a l'oest. És molt fèrtil i està connectada als sistemes de reg per un aqüeducte (anomenat Gannavaram) de 49 arcs i 12 metres que pot portar 53.000 metres cúbics d'aigua per hora. El cultiu principal és el coco. Si bé és una illa per estar separada de terra per dos branques del riu, és continuació del territori al·luvial continental.